# Gray Matter Interactive
Gray Matter Interactive (також відома як Xatrix Entertainment) — колишня американська студія, яка займалася розробкою відеоігор, заснована 1994 року в місті Лос-Анджелес, Сполучені Штати Америки. 2002 року була придбана компанією Activision й почала вже працювати як її дочірнє підприємство. Діяльність компанії як окремої студії була призупинена після приєднання до компанії Treyarch в 2005 році.

## Історія
Спочатку Gray Matter Interactive називалася Xatrix Entertainment, Inc. і першу свою гру — «Cyberia» — випустила в 1994 році. У 2000-х роках компанія змінила назву на Gray Matter Interactive. У 2002 році вона була придбана одним з найбільших американських видавців і розробників відеоігор компанією Activision і стала її філією. Як філія Gray Matter розробила одиночну частину гри Return to Castle Wolfenstein, тоді як мультиплеер був створений компанією Nerve Software. Call of Duty: United Offensive була розроблена винятково силами Gray Matter. Над останньою своєю грою — Call of Duty 2: Big Red One — Gray Matter працювала в тісному співробітництві з Treyarch. Після випуску цієї гри у 2005 році штат співробітників Gray Matter влився в Treyarch і з цього моменту фактично діяльність Gray Matter Interactive як окремої студії було припинено. Після злиття деякі співробітники пішли з Treyarch, а дехто залишився.

## Ігри, розроблені як Gray Matter
- Call of Duty 2: Big Red One (у співпраці з Treyarch)
- Call of Duty: United Offensive
- Return to Castle Wolfenstein (тільки одиночна гра)
- Tony Hawk's Pro Skater 2 (ПК-версія)
- Trinity: The Shatter Effect (гра була скасована компанією Activision)

## Ігри, розроблені як Xatrix Entertainment
- Kingpin: Life of Crime
- Quake II: The Reckoning (доповнення)
- Redneck Deer Huntin'
- Redneck Rampage Rides Again
- Redneck Rampage
- Cyberia ² «Resurrection»
- Cyberia